# Agata (Kartoffel)

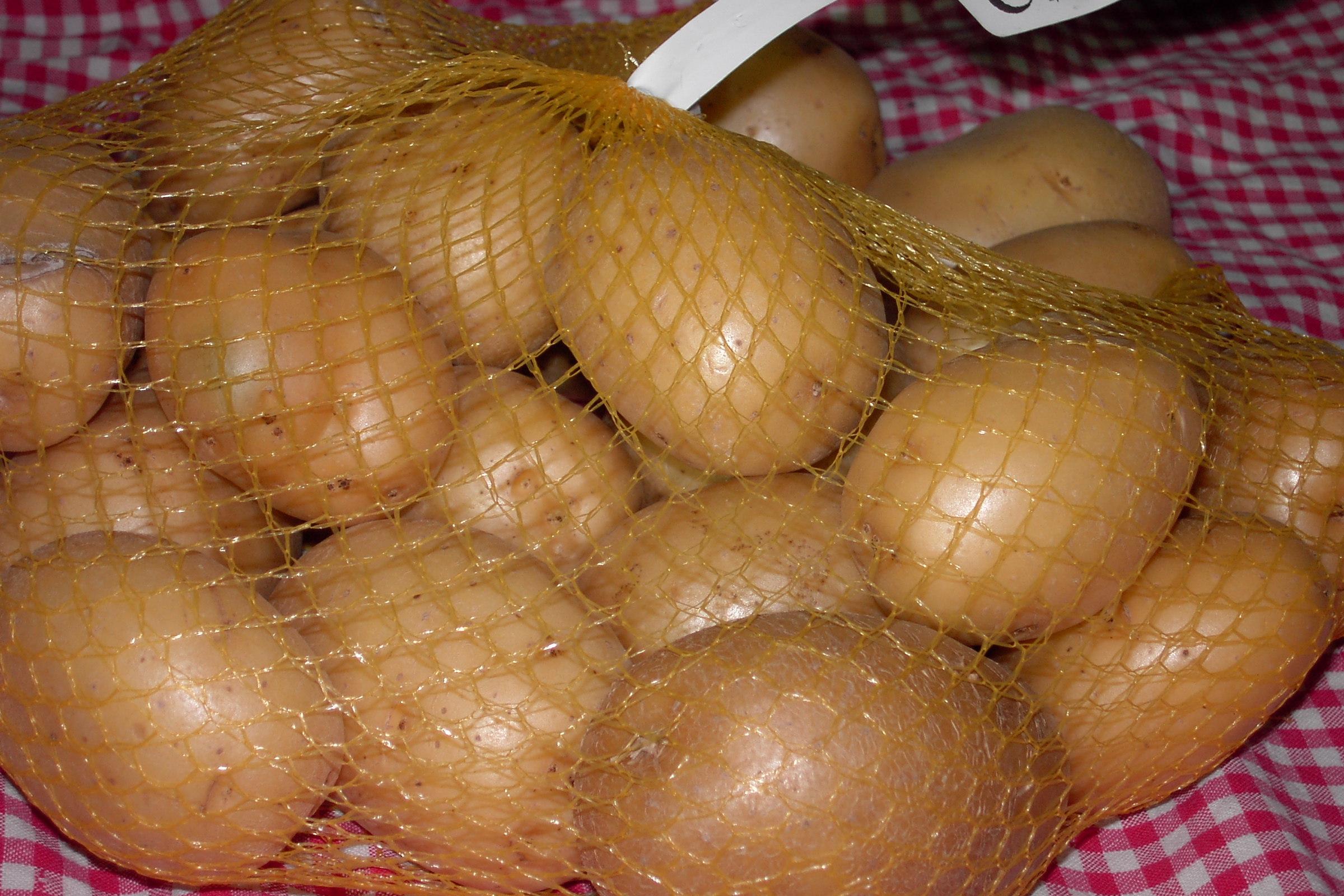
Agata

Die frühreife Kartoffelsorte Agata ist aus einer Kreuzung zwischen BM 52-72 und Sirco hervorgegangen. Seit dem Jahr 2001 befindet sie sich in der Schweizer Sortenliste. Sie ist vorwiegend festkochend und für die Lagerung eher weniger geeignet. Züchter ist Agrico.
Die Knollen dieser Sorte sind kurzoval und ziemlich groß mit hellgelbem Fruchtfleisch und flachen Augen. Agata entwickelt meist acht bis elf Knollen je Staude und man kann mit dieser Sorte einen relativ hohen Ertrag erreichen. Sie wird im Allgemeinen für den frischen Verzehr verwendet. Gegen Knollenfäule ist Agata mäßig resistent, dagegen ist sie sehr anfällig gegenüber Krautfäule und Schorf. Zudem können die Pflanzen schon bei einer kurzen Frostperiode zugrunde gehen. 